# Načrtovana zastarelost
Načrtovana zastarelost (ang. planned obsolescence) je vrsta zastarelosti, pri kateri proizvajalec umetno skrajša življenjsko dobo izdelka.

## Zgodovina
Zgodnji primer načrtovane zastarelosti je dogovor znotraj industrije svetil iz leta 1924, znan pod imenom kartel Phoebus. Pojem načrtovana zastarelost je postal znan leta 1932, ko je Bernard London v New Yorku objavil besedilo Ending the Depression Through Planned Obsolescence. V njem je predstavil načrt, po katerem naj bi vlada odredila zakonsko predpisano zastarelost oz. dolžino življenjske dobe izdelkov, s čimer naj bi spodbudila potrošnjo in tako poživila gospodarstvo v času velike depresije.

## Opis
Danes je načrtovana zastarelost del proizvodne politike podjetij, pri kateri v izdelek že v proizvodnem procesu zavestno vgradijo šibke točke, uporabijo rešitve s predvidljivim rokom trajanja in/ali surovine slabše kakovosti, ki imajo za posledico, da se izdelek prej pokvari. Pogosto se v izdelku pokvari kateri od najcenejših sestavnih delov v vrednosti nekaj centov, kar pa kljub temu odločilno vpliva na uporabnost celotnega izdelka. (Primeri: Zobniki iz plastike v digitalnih fotoaparatih se obrabijo hitreje od tistih iz kovine. Ceneni gumbi za vklop/izklop monitorjev prehitro izgubijo sposobnost vzpostavljanja kontakta. Preveč ceneni elektrolitski kondenzatorji v HDTV počijo pri višjih obratovalnih temperaturah in s tem naredijo televizijski sprejemnik neuporaben.)  
K načrtovani zastarelosti spada tudi premišljena izbira materialov, s katero izdelek po določenem času uporabe izgleda bolj obrabljen kot je to možno presoditi na podlagi njegove ohranjene funkcionalnosti. (Primer: Uporaba takšnih materialov za ohišje in zaslone mobilnega telefona, da postane obrabljenost vidna prej in bolj izrazito.)    
K načrtovani zastarelosti spada tudi vgradnja mehanizmov, ki po določenem številu obratovalnih ur ipd. povzročijo okvaro izdelka ali vsaj motnjo v njegovem delovanju. Izdelek je potem možno popraviti le na način, ki ni opisan v navodilih za uporabo in je znan le serviserjem. (Primeri: Tiskalniki lahko prenehajo delovati po vnaprej določenem skupnem številu natisnjenih strani. Sestavni deli avtomobilov, ki se pokvarijo po vnaprej določenem številu prevoženih kilometrov. Mobilni telefoni (npr. iPhone), pri katerih je baterija nezamenljiva brez specialnega orodja, s katerim razpolagajo le serviserji.)  
Načrtovana zastarelost omogoča proizvajalcem povečanje dobičkov iz prodaje, saj se potrošniki prej odločijo za nakup novega izdelka kot bi se v primeru, če bi ta imel daljšo življenjsko dobo. Proizvajalci si v skladu z načrtovano zastarelostjo prizadevajo pri proizvodnji izdelka za to, da bi njegova pričakovana življenjska doba sicer dosegala, toda ne bistveno presegala njegov garancijski rok. Načrtovana zastarelost najbolje deluje takrat, ko ima proizvajalec na trgu vsaj oligopol, če že nima monopola. 
Ena od posledic načrtovane zastarelosti so tudi povečane okoljske obremenitve zaradi odpadkov.

## Dodatni primeri
Med primeri načrtovane zastarelosti so tudi naslednji:
- Brizgalni tiskalniki se pogosto pretirano samočistijo in ob tem trošijo črnilo v kartušah, zaradi česar se te hitreje praznijo. Tiskalniki lahko tudi prezgodaj javljajo izpraznjenost kartuš, ko te še niso povsem prazne.
- V nekaterih prenosnikih so ventilatorji vgrajeni tako, da so težko dosegljivi, kar otežuje pretok zraka in povzroča povečano nalaganje praha, zaradi česar prihaja do poškodb CPE in drugih delov strojne opreme.
- Številni kamkorderji in digitalni fotoaparati zmorejo 'prepoznati' dražje baterije lastnega proizvajalca in le z njimi korektno delujejo, medtem ko imajo v primeru uporabe cenejših tujih baterij vnaprej določen krajši obratovalni čas.
- Kolesarska veriga je na kolesu potrošni material, ki se glede na časovno dolžino in intenziteto rabe s časom raztegne do te mere, da začne vse intenzivneje obrabljati zobnike verižnikov zadnje piramide. Za razliko od prve verige, nameščene na novem kolesu, poznejše (posebej tiste za široko potrošnjo) pogosto že kot nove nekoliko odstopajo od izhodiščne vrednosti raztegnjenosti, zaradi česar imajo krajšo življenjsko dobo in začnejo prej obrabljati zadnje verižnike kolesa. To ima za posledico pojav motečega preskakovanja verige čez zobnike verižnikov in potrebo po menjavi ne le verige, ampak tudi verižnikov.
- Za tehnične naprave (npr. brivniki) njihovi proizvajalci po koncu proizvodnje pogosto relativno hitro prenehajo zagotavljati rezervne dele za njihovo popravilo.